# Louis Clesse
Pour les articles homonymes, voir Claisse.
Louis Liévin Théophile Clesse, né à Ixelles en 1889 et mort à Ixelles en 1961 est un peintre belge.

## Biographie
Après ses études à l'Académie des Beaux-Arts d'Ixelles, il travaille dans l'atelier de décoration du peintre Paul Hermanus. Membre du Cercle artistique de Bruxelles, il obtient en 1907 une subvention du gouvernement belge et prend part aux salons belges et étrangers, entre autres de Bruxelles, Anvers, Liège, Charleroi, Mons, Barcelone et Nice. Il collabore aussi à la Revue de l'art belge, à Savoir et beauté et à Le Home.
Clesse peint des paysages, des natures mortes et des vues de port. Les forêts aux alentours de Bruxelles (il fréquentait le Rouge-Cloître), mais aussi la côte belge, le nord de la France et les polders sont ses sujets favoris. On peut trouver sa maison à Oudenburg.
Il se rapproche de l'impressionnisme et peut être comparé à Isidore Verheyden ou Franz Courtens. 
En 1939, la commune d'Auderghem lui a dédié une avenue de son vivant (1942).
Ses œuvres sont conservées au Musée des beaux-arts d'Anvers ainsi qu'à l'ambassade du Japon à Bruxelles.

## Distinction
- Chevalier de l'ordre de Léopold (8 janvier 1948)[2].